# Исаксон, Карл
Карл Оскар Исаксон (швед. Karl Oscar Isakson; 16 января 1878[…], Кунгсхольм — 19 февраля 1922[…], Копенгаген) — шведский художник, один из основоположников стиля модерн в живописи Швеции и Дании. Член «Борнхольмского союза живописцев», многие годы жил и работал в Дании.

## Жизнь и творчество
Родился в бедной семье. Его отец, Карл Фредрик Исаксон, кузнец по профессии, умер, когда ребёнку было всего восемь месяцев. Карла Оскара и его сестру Эстер растила одна мать, работавшая в прачечной. Ушёл из школы, где он учился, в 13 лет, несмотря на хорошую успеваемость, в связи с необходимостью помогать финансово семье. Первую работу Карл Оскар получил как ассистент у одного из стокгольмских художников. В 15 -летнем возрасте поступает в Техническое училище, где учится рисунку. В то же время занимается самообразованием, много читает (в том числе датских авторов, В.Кьеркегор, Г. Х. Андерсен и др.). Позднее работает ассистентом художника Карла Ларссона при его росписях в здании Национального музея искусств в Стокгольме. Ларссон, увидев большое дарование юноши, направляет его для дальнейшей учёбы в стокгольмскую Академию художеств. В 1902 году Исаксон, получив ученическую стипендию, приезжает в Италию. Здесь он знакомится с живописцем Кристианом Цартманом и группой других датских художников, в свою очередь Ознакомивших Исаксона с современными тогда модернистскими течениями в искусстве, в первую очередь французском. Молодой художник изучает в первую очередь творчество Сезанна. Вернувшись в Копенгаген вместе с Цартманом, Исаксон посещает его учебный класс, и здесь знакомится с молодыми датскими художниками, последователями новых течений в живописи. Разочаровавшись в таких направлениях искусства, как реализм и натурализм, Исаксон, наряду с Карлом Килбергом и Виолет Тенгберг, считает, что оно имеет в первую очередь значительное философское содержание, долэно решать спиритуалистические и экзистенциальные задача. Работая в Дании, Карл Исаксон создаёт целую серию полотен, посвящённых расположенным в Балтийском море островов Кристиансё. Эти его работы делают Исаксона одним из основателей живописи стиля «модерн» в Дании. Пейзажи этих лет (ок. 1911 года) показывают сильное влияние на его работы творчества Сезанна.
В 1905—1907 годах Карл Исаксон живёт и работает в Париже. В свою очередь он изучает живопись французских колористов (Делакруа, Эдуард Мане), и символистов (Густава Моро). Однако к 1911 году он окончательно переходит в своих произведениях на стиль Сезанна. Художник создаёт свои натюрморты и пейзажи, накладывая краски и выбирая форму рисунка в традициях кубизма. Как это было принято в неоимпрессионистском стиле, он чередует в своих работах цветовые поля, чтобы добиться максимальной выразительности и эффекта, выбирает сочетания намеренно контрастных красок, например, синего с оранжевым. Считая вырисовывание деталей занятием второстепенным, Исаксон, как и Сезанн, в первую очередь уделяет внимание выразительности своих произведений, по праву считая это одним из обязательных правил модернизма.
После «открытия» для себя острова Кристиансё Карл Исаксон проводит большую часть времени там, работая над своими пейзажами местной природы. Заканчивает и дорисовывает он их, возвращаясь время от времени в Копенгаген, в свою мастерскую. В 1914 году художник вновь приезжает в Париж и здесь учится у Анри Ле Фоконье и у Андре де Сегонзака. После этого пребывания во Франции Исаксон постепенно переходит от присущего ему ранее кубизма к более традиционному «нордическому» стилю рисунка. С началом Первой мировой войны выбранный им остров Кристиансё — в связи с тем, что на нём находилась военная крепость — был закрыт для иностранцев, в результате чего Исаксон испытал нервное потрясение, от которого таки не оправился. В годы войны художник живёт и работает на острове Борнхольм, где также пишет пейзажи. Он создаёт, кроме них, целый рад полотен религиозного содержания, посвящённых смерти, вознесению и искуплению.
Всеобщее признание к творчеству Карла Исаксона пришло уже поле его смерти, в 1922 году, после проведения ретроспективной выставки его работ в Стокгольме. Большое количество картин, написанных Карлом Исаксоном, хранится в художественных музеях Дании, в первую очередь в музеях Копенгагена и Борнхольма.

## Галерея

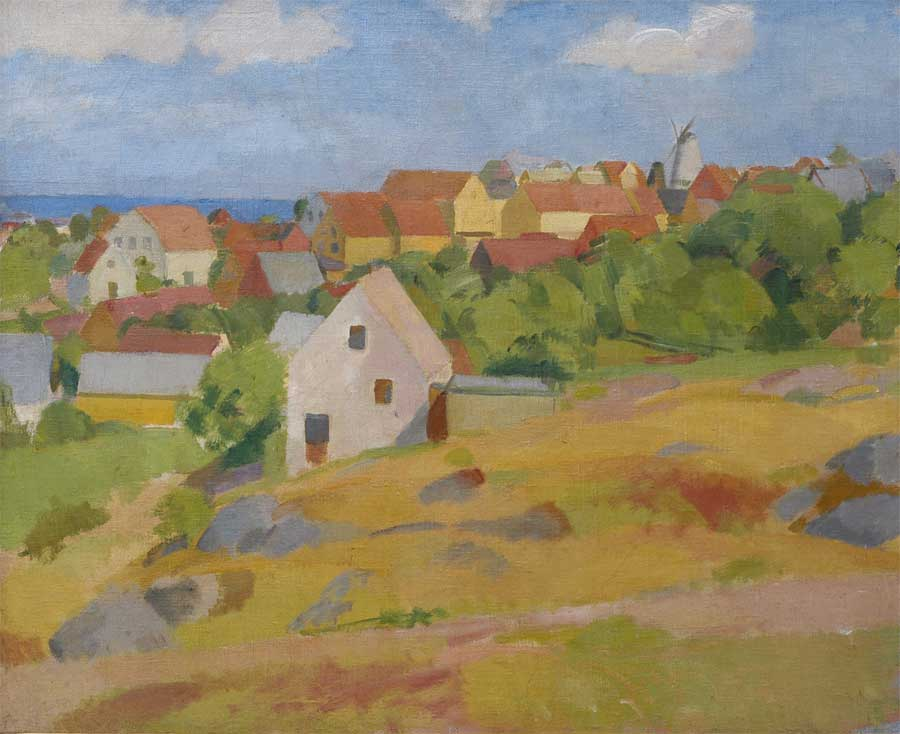
Вид на Гудгьём (1921)
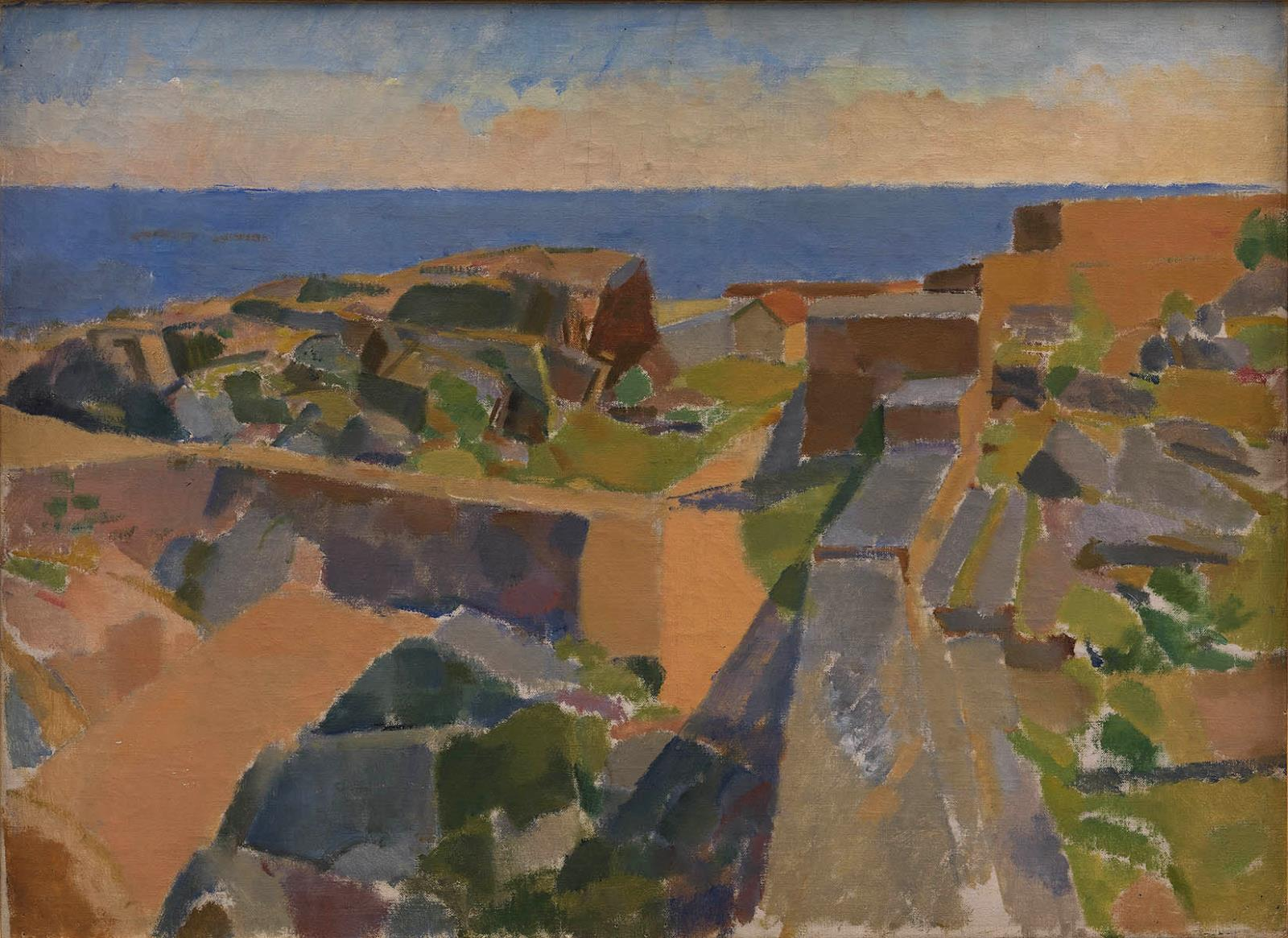
Бастионы Кристансё (1921)
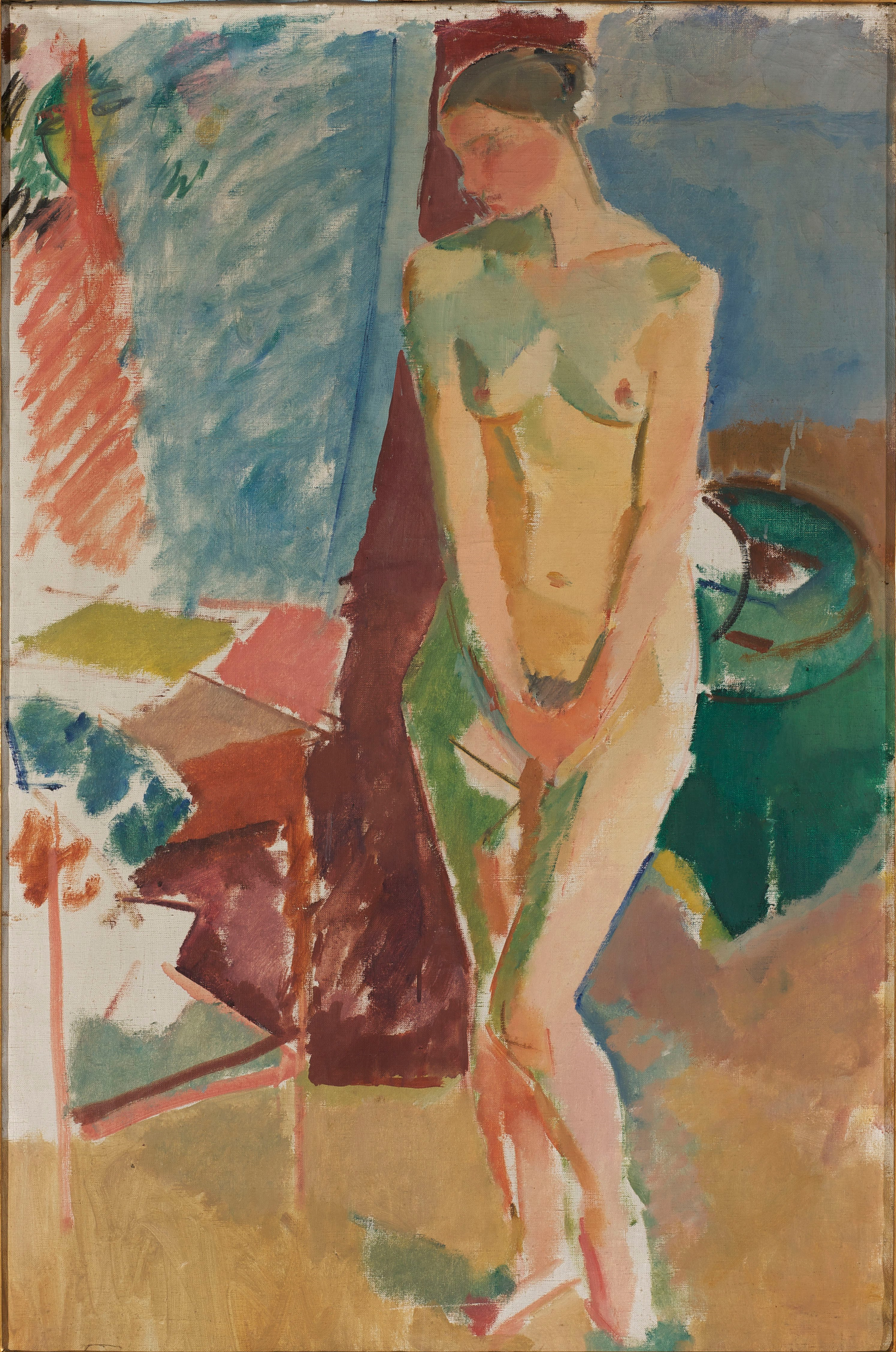
Обнажённая
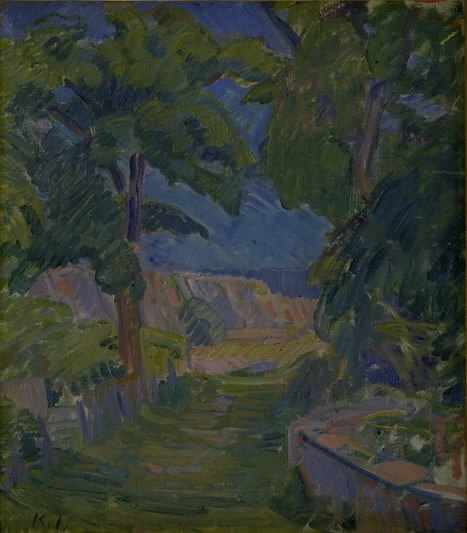
Воспоминания о Кристиансё (1911)
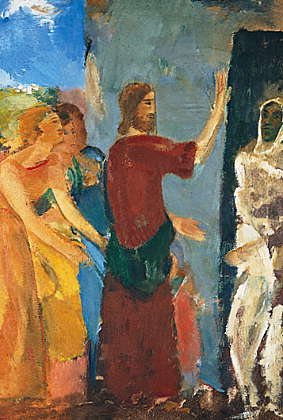
Воскрешение Лазаря